# Forces de défense soudanaises

Drapeau de la Force de défense soudanaise (1925-1956)

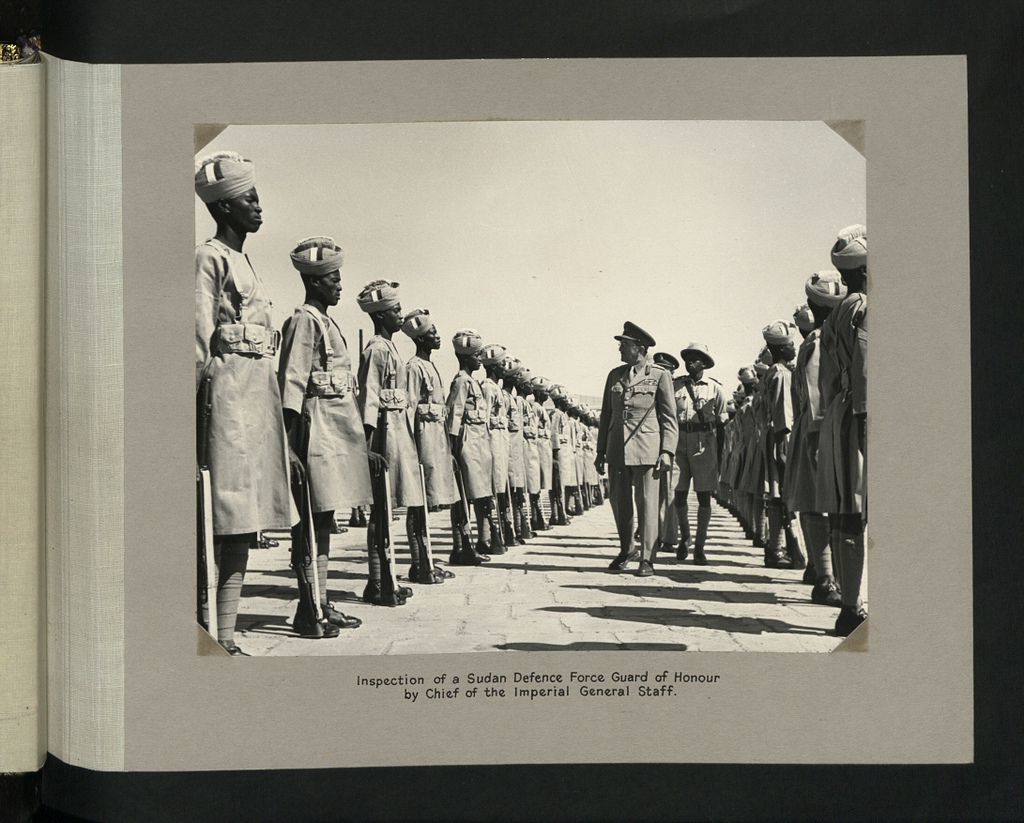
Photo non datée de l'inspection de la garde d'honneur des FDS par le chef de l'état-major impérial

La Force de défense du Soudanaises ( SDF ) était une force dirigée par les Britanniques recrutée localement et formée en 1925 pour aider la police en cas de troubles civils et pour maintenir les frontières du Soudan sous administration britannique. Pendant la Seconde Guerre mondiale, il a également servi au-delà du Soudan dans la campagne d'Afrique de l'Est et dans la guerre du Désert.

## Création
Entre 1898 et 1925, les soldats soudanais ont servi dans des bataillons d'infanterie séparés de l'armée égyptienne, sous la direction d'officiers britanniques et égyptiens. Ceux-ci ont été désignés comme «bataillons soudanais» ou «bataillons arabes» selon leur région de recrutement au Soudan. Contrairement à la majeure partie de l'armée égyptienne, qui a été recrutée par conscription annuelle, les unités soudanaises n'ont enrôlé que des volontaires de longue date.
À la suite d'une mutinerie des troupes soudanaises en 1924, et à une époque de troubles en Égypte même, la garnison du Soudan fut mise sur de nouvelles bases. Les unités militaires égyptiennes et les officiers égyptiens des bataillons soudanais ont été renvoyés en Égypte même. Les troupes soudanaises restantes ont été incorporées dans la Force de défense soudanaise nouvellement créée. Les postes d'officier subalterne et de sous-officier précédemment occupés par du personnel égyptien étaient désormais ouverts à la «soudanisation». Une académie militaire a été ouverte à Omdurman pour former le nouveau corps d'officiers soudanais, dont la plupart étaient des musulmans du nord. En 1939, le FDS comptait 5 000 officiers et hommes.

## Composition
O'Ballance décrit le FDS lors de sa formation comme divisé en cinq régions, avec '..quatre "corps", tous différents: le Corps arabe de l'Est, basé à Kassala, comprenant principalement des compagnies d'infanterie, avec un petit détachement monté; le Camel Corps au Kordofan (une autre source l'appelle «la Hajana») avec un grand nombre de soldats à dos de chameau pour patrouiller dans les vastes étendues désertiques; le Corps arabe occidental au Darfour composé de quelques compagnies montées ; et le Corps Equatoria (souvent appelé Corps du Sud) dans les trois provinces du sud, composé de compagnies d'infanterie - car, même en laissant de côté la mouche tsé-tsé, les chameaux et les chevaux n'avaient que peu de valeur dans la forêt et les marais. De plus, il y avait un détachement de cavalerie à Chendi (d'autres sources font référence au «cheval de Chendi») et des ingénieurs à Omdurman, l'effectif total étant d'un peu moins de 5 000. Ibrahim Abboud a commandé le Camel Corps après la Seconde Guerre mondiale. 
"Avant la création des FDS, sous le premier Condominium, les troupes au Soudan faisaient partie de l'armée égyptienne, qui se composait alors essentiellement de huit bataillons égyptiens (c'est-à-dire servant en Égypte) et de sept bataillons soudanais (servant au Soudan) ; ce dernier était commandé à la fois par des Britanniques et des Égyptiens, les soldats étant des fellahs égyptiens et des soudanais. » .
En temps de paix, les FDS comprenaient environ 4 500 soldats réguliers soudanais. Pendant la Seconde Guerre mondiale, les FDS se sont fortement développées pour contrer la menace des quatre territoires italiens voisins : au nord-ouest, la Libye, à l'est l'Érythrée, la Somalie italienne ; et l'Abyssinie (Éthiopie ) récemment occupée (1936). Pour accueillir les effectifs supplémentaires, un nouveau bataillon de service de guerre a été formé, la Force frontalière soudanaise. En temps de guerre, le SDF est passé à 20 000 hommes.
Il y avait aussi deux régiments de forces spéciales irrégulières :
- la Force Gideon (sous Orde Wingate )
- la Gazelle Force (formée par la guerre; voir Playfair, Volume I. ).

## Arrière plan
Les Britanniques n'ont pas mis en garnison leur Empire exclusivement avec des troupes britanniques; presque chaque territoire avait une milice locale ou une force régulière indigène. Avant 1925, la garnison du Soudan comprenait un bataillon britannique près de la capitale et des bataillons de l'armée égyptienne, égyptiens et soudanais, dans les capitales régionales.
L'engagement militaire britannique au Soudan remonte à l'époque des généraux Charles Gordon et Herbert Kitchener qui ont été envoyés par Londres pour défendre les intérêts britanniques dans le pays. En 1896-1898, Kitchener mena l'avancée sur Khartoum aux commandes d'un corps expéditionnaire anglo-égyptien composé de troupes britanniques, égyptiennes et soudanaises. En tant que jeune officier de l'armée, Winston Churchill a fait son service militaire au Soudan.
Depuis 1819, le Soudan était un territoire vaguement administré par l'Égypte, mais dans les années 1880, il était tombé aux mains du Mahdi. De 1885 à 1898, il a été gouverné, de facto, par le Mahdi et son successeur le Khalifa (littéralement «successeur»). À la suite de la défaite des mahdistes à la bataille d'Omdurman, le Soudan a été réorganisé en condominium anglo-égyptien. Le chef de l'armée égyptienne était le gouverneur général et il y avait encore une grande garnison, car le territoire était immense et les parties les plus reculées, comme le Darfour, n'ont été pacifiées qu'en 1916.
En 1925, le gouverneur général Sir Lee Stack est assassiné par un groupe de nationalistes égyptiens, alors qu'il est chassé à travers le Caire. Les soldats soudanais de Khartoum se sont mutinés, la garnison de l'armée égyptienne du Soudan a été jugée peu fiable et les bataillons égyptiens ont été renvoyés chez eux, tandis que les bataillons soudanais ont été dissous. Cent quarante officiers britanniques ont été transférés de l'armée égyptienne et une nouvelle force soudanaise a été formée sous le premier Kaid Lewa Huddleston qui avait auparavant été Sirdar (commandant en chef) par intérim de l'armée égyptienne. La structure de la nouvelle force d'environ 6 000 hommes était légèrement différente: un peu plus lâche et plus territoriale, pour donner un meilleur esprit de corps et un meilleur sens des responsabilités à chaque «corps» pour son propre territoire. Contrairement aux anciens bataillons, avec des numéros anonymes, les noms des quatre corps principaux étaient Camel Corps, Eastern Arab Corps, Western Arab Corps et Equatoria Corps. Ceux-ci étaient destinés à donner une identité distincte et régionale, comme les régiments de comté anglais. Le recrutement dans chaque corps reflétait les ethnies locales. Ces corps étaient appuyés par des unités d'artillerie, du génie, de véhicules blindés et de mitrailleuses; ainsi que des services médicaux, de signalisation et de transport.
Cependant, une certaine continuité a été maintenue. Le dirigeant égyptien, le Khédive, ou vice-roi, avait été, nominalement, un sujet du sultan ottoman et le SDF a donc continué à utiliser les grades égyptiens, qui à leur tour étaient dérivés d'anciens titres ottomans. Le résultat fut que les officiers britanniques au Soudan furent appelés Bimbashi et non Major, ou un équivalent arabe, et Kaimakam. L'utilisation de termes militaires turcs s'étendait au-delà de la structure hiérarchique.

## Entre-deux-guerres
Les principales fonctions des FDS étaient la sécurité intérieure : aider la police en cas de troubles, y compris enrayant la violence intertribale, les vols de bétail et la traite des esclaves ; ou catastrophe naturelle. Dans un pays aussi vaste, des compagnies pouvaient être détachées pour des tâches de garnison loin du véritable quartier général du Corps.
Du milieu à la fin des années 1930, le SDF a été utilisé pour contrer les actions agressives des forces militaires italiennes sous le maréchal Italo Balbo basées en Afrique du Nord italienne ( Africa Settentrionale Italiana, ou ASI) Libye. En décembre 1933, les Italiens ont sondé diverses positions dans la région de Jebel Uweinat le long de la frontière mal définie entre le royaume d'Égypte, le Soudan et l'ASI. Répondant aux sondes italiennes dans la région, les FDS ont reçu l'ordre d'occuper l'oasis de Merga puis la zone autour de la source de Karkur Marr. La conquête italienne de l'Éthiopie a conduit à une réorganisation et à une augmentation de la portée de la force. En juin 1940, le SDF comprenait vingt et une compagnies — dont cinq (plus tard six) compagnies de mitrailleuses à moteur — totalisant 4 500 hommes.

## Deuxième Guerre mondiale
Faisant partie du "Condominium" anglo-égyptien, le Soudan était en guerre avec l'Axe depuis que l'Allemagne nazie a envahi la Pologne en 1939 et que le Royaume-Uni a déclaré la guerre à l'Allemagne. Initialement, la guerre était limitée à l'Europe et la Force de défense soudanaise n'avait donc rien à faire d'autre que le travail de préparation si la guerre terrestre atteignait l'Afrique.
À partir du 10 juin 1940, lorsque l'Italie fasciste déclare la guerre à la Grande-Bretagne et à la France, les FDS participent à la campagne d'Afrique de l'Est. Au début, les FDS sont passées sur la défensive contre les attaques au Soudan par les forces de l'armée royale italienne (Regio Esercito) et de la Royal Air Force italienne (Regia Aeronautica) basées en Afrique orientale italienne (Africa Orientale Italiana, ou AOI). Les Italiens ont occupé la jonction ferroviaire de Kassala, le petit fort de Gallabat et les villages de Ghezzan, Kurmuk et Dumbode sur le Nil Bleu. Dans les premiers jours d'août, une force italienne d'Erythréens irréguliers a attaqué aussi loin au nord que Port-Soudan.
La Force de défense soudanaise a combattu pendant la campagne d'Afrique de l'Est sur le «front du nord» sous le commandement du lieutenant-général William Platt. En octobre 1940, trois compagnies de mitrailleuses motorisées du SDF font partie de Gazelle Force, une force mobile de reconnaissance et de combat commandée par le colonel Frank Messervy. Le bataillon Frontier du SDF faisait partie de la Gideon Force commandée par le Major Orde Wingate. En janvier 1941, lors de l'offensive britannique et du Commonwealth contre l'AOI, les FDS ont participé à l'invasion réussie de l'Érythrée. Au cours de cette invasion, les FDS ont fourni des compagnies de mitrailleuses, des batteries d'obusiers et d'autres forces (y compris des voitures blindées artisanales).
Le SDF a également joué un rôle actif lors de la guerre du Désert le long de la frontière soudanaise avec l'ASI en Afrique du Nord. Le SDF a été utilisé pour approvisionner les garnisons des Français libres puis du Long Range Desert Group (LRDG) de l'ancien fort italien El Taj à l'oasis de Kufra dans le sud-est de la Libye. En mars 1941, les forces françaises et du LRDG avaient arraché le contrôle du fort aux Italiens lors de la bataille de Kufra.
Les convois des FDS de camions de 3 tonnes devaient faire un aller-retour d'environ 1 300 miles pour approvisionner les garnisons de Kufra en essence, nourriture et autres fournitures vitales. La rareté générale de l'essence signifiait que les patrouilles du LRDG ne pouvaient guère faire plus que protéger Kufra contre les attaques du nord. Ils n'ont pas pu attaquer vers le nord depuis Kufra. En février 1941, la situation s'améliore quelque peu lorsque vingt camions de 10 tonnes viennent s'ajouter aux convois. Finalement, le SDF a repris les fonctions de garnison à l'oasis du LRDG. En septembre 1942, la Force Z, le bataillon de SDF travaillant avec le LRDG a lancé un raid sur Jalo Oasis  sur l'opération Nicety en soutien à l'accord d'opération.
Le SDF a fourni la garnison de Jalo Oasis. Le renseignement militaire britannique au Caire a travaillé en étroite collaboration avec les FDS et les a utilisés dans de nombreuses opérations au cours de la campagne nord-africaine de la Seconde Guerre mondiale. En 1942, sur instructions de Londres, le renseignement militaire britannique, le Caire et des éléments de la Force de défense soudanaise ont été impliqués dans la lutte contre l'opération Salaam, l'infiltration de commandos allemands Brandenburger en Égypte. En collaboration avec des agents de renseignement britanniques, les membres du SDF ont reçu l'ordre d'intercepter et de capturer les commandos du renseignement allemand (Abwehr) et leur guide hongrois, l'explorateur du désert László Almásy.
Même après la fin de la campagne tunisienne par la victoire alliée, les patrouilles des FDS étaient occupées à contrecarrer les efforts allemands pour débarquer des agents derrière les lignes. Les Allemands ont poursuivi leurs tentatives de prise de contact avec les rebelles arabes. Le 15 mai 1943, un avion quadrimoteur avec des marques allemandes a tenté d'atterrir à El Mukaram pour être engagé et abattu par une patrouille des FDS. L'avion a pu décoller et s'échapper, mais il l'a fait avec des blessés et en volant sur deux moteurs.
À la fin de la guerre, les FDS étaient une force militaire expérimentée composée d'environ 70 officiers soudanais, presque tous musulmans du Nord. Peu à peu, des officiers soudanais ont été nommés pour remplacer les officiers britanniques dans les années qui ont précédé l'indépendance.

## Indépendance
En mars 1954, les troupes britanniques au Soudan se composaient d'un bataillon stationné à Khartoum, relevant en dernier ressort du gouverneur général. Le commandant militaire du gouverneur général était le major-général commandant les troupes britanniques au Soudan, qui était également commandant des forces de défense du Soudan. À ce poste, à partir de 1950, se trouvait le général de division Reginald « Cully » Scoones. Les dernières troupes britanniques, le 1st Battalion Royal Leicestershire Regiment, quittèrent le pays le 16 août 1955. Ibrahim Abboud était commandant des FDS en 1949 et commandant en chef adjoint en 1954. Il a été nommé commandant en chef des forces armées soudanaises à l'indépendance. Aboud a ensuite été Premier ministre du Soudan de 1958 à 1964 et président en 1964.
Une source a écrit que le Soudan était "le seul pays africain au sud du Sahara à sortir de la période coloniale avec un établissement militaire possédant les attributs d'une armée nationale indépendante". Cependant, les divisions religieuses et raciales internes ont conduit à la mutinerie et à la dissolution du Corps d'Equatoria (recruté parmi les Noirs d'Afrique du Sud) en 1955 et au début d'une guerre civile de 17 ans.

## Officiers britanniques
La plupart des officiers de rang intermédiaire et supérieur du SDF étaient des officiers de l'armée britannique détachés pendant quelques années. L'attrait était l'indépendance du commandement, les opportunités sportives (chasse au gibier) pendant les heures de loisirs et la promotion locale (1 rang). Au début de la guerre, de nombreux jeunes hommes du Service politique soudanais, le service administratif du Condominium, ont été autorisés à s'engager. Ceux qui ont servi dans le SDF comprenaient:
- Wilfred Thesiger, explorateur du désert
- Hilary Crochet
- Maurice Stanley Lush, directeur politique
- Ordre Wingate

Les commandants de la Force de défense soudanaise comprenaient les officiers énumérés ci-dessous : Dans ce rôle, le commandant portait le titre arabe d' al-qa'id al-'amm ("le chef de l'armée") et était souvent simplement appelé "le Caïd".
- Major-général Hubert Huddleston : 1925-mars 1930
- Major-général Stephen Butler : mars 1930-mars 1935
- Major-général Harold Franklyn : mars 1935-décembre 1938 [27]
- Lieutenant-général Sir William Platt : novembre 1938-octobre 1941
- Lieutenant-général Sir Noel Beresford-Peirse : octobre 1941-avril 1942
- Major-général Balfour Hutchison : mai 1942-décembre 1943
- Major-général William Ramsden : janvier 1944 - 1945
- Major-général William Donovan Stamer : 1945-juin 1948
- Major-général Lashmer Whistler : juin 1948-mai 1950 [28]
- Major-général Reginald Scoones : mai 1950-novembre 1954